# Green Metric
Green Metric（グリーン・メトリック）は、世界大学ランキングの一つ。大学環境ランキングである。

## 概略
2010年から開始。徐々に参加大学が増加。2017年には、世界81ヶ国、619大学が参加。評価対象は6分野。10,000点満点とする。
インドネシア大学により公表。環境保全の活動・取り組みを指標とする。世界版と日本国内版がある。
日本の参加大学
2017年版では北海道大学、京都大学、山口大学、大阪大学、千葉大学、南山大学、神戸大学、岡山大学、徳島大学が参加している。

## 審査基準
- 1. 環境とインフラストラクチャー：1500点満点（全体の15％）
- 2. 総面積のうちオープンスペースが占める割合、学生・教職員数（キャンパス人口）に対するオープンスペースの割合、キャンパス内での森林や植生地域について等、6項目。
- 3. エネルギー・気候変動対策：2100点満点（全体の21％）
- 4. エネルギー効率のよい電気器具の使用、スマートビルディング・プログラムの実施、再生可能エネルギー使用に関する方針、学生・教職員数に対する総電力使用の割合：省エネルギープログラムについて等、10項目。
- 5. 廃棄物：1800点満点（全体の18％）
- 6．廃棄物リサイクルプログラム、有毒廃棄物のリサイクル、生ごみ処理等、6項目。
- 7. 水の管理・処理：1000点満点（全体の10％）
- 8. 節水に関するプログラム、水のリサイクルに関するプログラム、節水効果のある器具の使用等、4項目。
- 9. 移動手段・交通：1800点満点（全体の18％）
- 10. 学生・教職員数に対す自動車やバイクの割合、学生・教職員数に対するシャトルバスの割合、学生・職員数に対する自転車の割合、キャンパス内の車・バイクの制限に関する方針等、7項目。
- 11. 教育：1800点満点（全体の18％）
- 12. 全講座・科目に対するサステナビリティ関連講座・科目の割合、全研究に対するサステナビリティ関連研究の割合、サステナビリティ関連の出版物や発表、サステナビリティ関連のイベント等、6項目[1][2]。

## 2017年版ランキング
1. ヴァーヘニンゲン大学（ オランダ）
2. ノッティンガム大学（ イギリス）
3. カリフォルニア大学デービス校（ アメリカ合衆国）
4. ブラッドフォード大学（ イギリス）
5. ノッティンガム・トレント大学（ イギリス）
6. オックスフォード大学（ イギリス）
7. コネチカット大学（ アメリカ合衆国）
8. バンガー大学（ イギリス）
9. ユニバーシティ・カレッジ・コーク（ アイルランド）
10. Umwelt-Campus Birkenfeld（ ドイツ）